# Корнієнко Леонід Якович
Корнієнко Леонід Якович — Народний депутат України 12 скликання з 03.1990 (2-й тур) до 04.1994, Лозівський виборчий округ № 381, Харківська область. Член Комісії з питань планування, бюджету, фінансів і цін.

## Життєпис
Н. 14.09.1932 (с. Троїцьке, Слов'янський район, Донецька область); українець; одружений; має двох дітей; пенсіонер (з 1994).
Освіта: Куйбишевський плановий інститут, економіст.
- З 1948 — від електрослюсаря до заступник генерального директора Новокраматорського машинобудівного заводу, місто Краматорськ Донецька область.
- З 1977 — начальник управління постачання машин і обладнання Головного управління Ради Міністрів УРСР з матеріального забезпечення.
- 1978 — начальник управління капітального будівництва Новокраматорського машинобудівного заводу.
- З 1978 — директор заводу «Кондиціонер», місто Краматорськ.
- З 1979 — начальник відділу балансів та планів розподілу обладнання Держплану УРСР.
- З 1982 — заступник голови Держплану УРСР.
- 07.1991-1993 — перший заступник Міністра економіки України.
- 1993—1994 — Голова Державного комітету України з матеріальних ресурсів.

Орден Трудового Червоного Прапора. Почесна Грамота Президії ВР УРСР.
Державний службовець 1-го рангу (04.1994).

## Джерело
- Довідка